# Liste der Biografien/Erz
Liste der Biografien |
Portal Biografien |
Personensuche
# |
A |
B |
C |
D |
E |
F |
G |
H |
I |
J |
K |
L |
M |
N |
O |
P |
Q |
R |
S |
T |
U |
V |
W |
X |
Y |
Z |
?
 
Ea |
Eb |
Ec |
Ed |
Ee |
Ef |
Eg |
Eh |
Ei |
Ej |
Ek |
El |
Em |
En |
Eo |
Ep |
Eq |
Er |
Es |
Et |
Eu |
Ev |
Ew |
Ex |
Ey |
Ez
 
Era |
Erb |
Erc |
Erd |
Ere |
Erf |
Erg |
Erh |
Eri |
Erj |
Erk |
Erl |
Erm |
Ern |
Ero |
Erp |
Err |
Ers |
Ert |
Eru |
Erv |
Erw |
Erx |
Ery |
Erz
Die Liste der Biografien führt alle Personen auf, die in der deutschsprachigen Wikipedia einen Artikel haben. Dieses ist eine Teilliste mit 25 Einträgen von Personen, deren Namen mit den Buchstaben „Erz“ beginnt.

## Erz
- Erz, Birgit (* 1979), deutsche Geigerin und Pianistin
- Erz, Matthias (1851–1899), römisch-katholischer Geistlicher, Heilpraktiker und Archäologe

### Erza
- Erzan, Ayşe (* 1949), türkische Physikerin
- Erzanov, Temirzan (* 1969), kasachischer Pianist und Dirigent
- Erzar, Tina (* 2008), slowenische Skispringerin

### Erzb
- Erzberger, Dietrich (1779–1850), deutscher Bankier in Augsburg
- Erzberger, Jakob (1843–1920), Schweizer Missionar und Prediger der Siebenten-Tags-Adventisten
- Erzberger, Johanna (* 1976), deutsche Theologin
- Erzberger, Matthias (1875–1921), deutscher Politiker (Zentrum), MdRMatthias Erzberger (1875–1921)

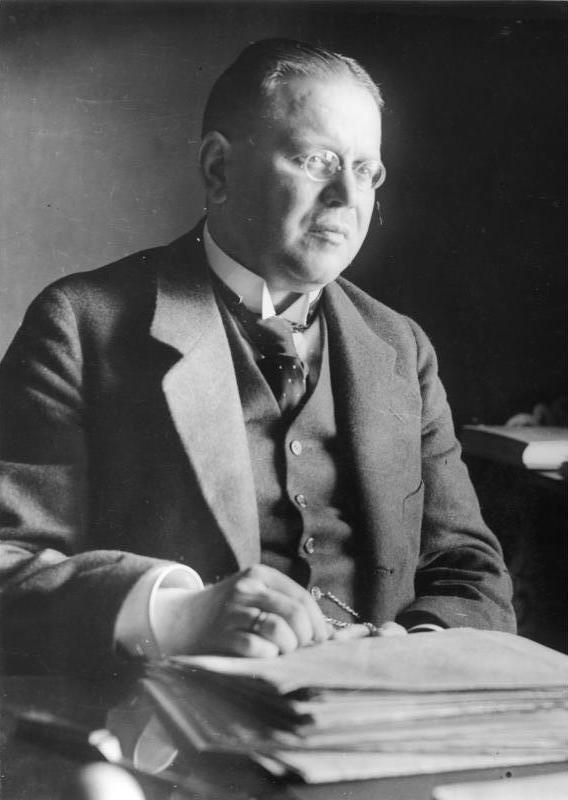
Matthias Erzberger (1875–1921)

### Erze
- Eržen, Anja (* 1992), slowenische Skilangläuferin und heutige Biathletin
- Eržen, Kaja (* 1994), slowenische Fußballspielerin
- Eržen, Peter (* 1941), jugoslawischer Skispringer
- Eržen, Žak (* 2005), slowenischer Radrennfahrer
- Erzer, Hans (1915–2009), Schweizer Jurist und Politiker
- Erzer, Otto (1860–1941), Schweizer Unternehmer
- Erzeren, Ömer (* 1958), deutsch-türkischer Buchautor und freier Journalist

### Erzg
- Erzgießerei-Maler, griechischer Vasenmaler
- Erzgräber, Bettina (* 1964), deutsche Hochschullehrerin
- Erzgräber, Gudrun (* 1939), deutsche Kernphysikerin, Radiobiologin, Forscherin, Unternehmensgründerin und Wissenschaftsmanagerin
- Erzgräber, Willi (1926–2001), deutscher Anglist und Hochschullehrer

### Erzi
- Erzik, Şenes (* 1942), türkischer Fußballfunktionär
- Erzincan, Erdal (* 1971), türkischer Musiker
- Erzincan, Mercan (* 1976), türkische Sängerin und Saz-Spielerin

### Erzm
- Erzmoneit, Eike (1948–2021), deutscher Maler und Grafiker

### Erzu
- Erzum, Egon (1904–1974), deutscher Politiker (GB/BHE), MdL Bayern